# 동해운수
동해운수(東海運輸)는 경기도 고양시를 연고로 하는 서울특별시 종로구의 시내버스 운송 업체로, 주사무소는 서울특별시 종로구 혜화동에, 차고지는 경기도 고양시 일산서구 대화동에 각각 있다.

## 역사 및 현황
1966년 2월 26일에 설립되었다. 과거 서울특별시 송파구 소재 시내버스 업체였던 동부운수를 계열사로 두었으나 2000년 1월 24일 최종 부도처리되었다. 또 고양시 소재 건설업체인 신보성종합건설을 계열사로 두었으나 역시 부도처리되었다. 1999년부터 2002년까지는 명성운수의 1000번을 공동배차로 운행을 하였다. 2002년 면허지를 서대문구 북아현동 238-31번지에서 성북구 정릉동 924-4번지로 이전하였다. 일산신도시에서 서울역까지 2시간이 소요된다고 하여 연합뉴스에도 나온 광역버스의 운행회사이다. 2004년 7월 1일 서울시내버스 개편으로 지선버스 1개/광역버스 3개 노선으로 운행개시하였다. 이어서 면허지를 성북구 정릉동 924-4번지에서 삼선동4가 44번지로 이전하였다가 2005년 성북구 삼선동4가 44번지에서 종로구 혜화동 22-9번지로 이전해 현재에 이르고 있으며, 같은 해에는 원릉역 영업소를 폐쇄해 원릉역 기점 노선인 7728번과 9713번(현 771번)이 구일산을 경유하여 대화동 본사 차고지로 연장됐다. 현재 상품 도/소매업과 천연가스 판매업을 맡고 있는 주식회사 호창을 계열사로 두고 있다.

### 가스 충전소 현황
대화동차고지에 가스 충전소가 설치되어 있으며, 서울매일버스, 명성운수, 고양교통 등의 일산신도시 지역에 영업소가 있는 서울특별시의 시내버스 업체 및 고양시의 시내버스 업체들에 판매도 하고 있다. 또한 수도권 내에서 자가용 CNG차량 및 천연가스버스도 충전이 가능한 몇 안되는 충전소를 보유하고 있다.
2024년 9월에는 전기버스 충전기도 추가했다.

## 운행 노선
2023년 5월 13일 기준이다.
| 운행노선 | 운행구간     | 운행구간 | 운행구간           | 배차간격 (분) | 인가 대수 | 비고                      |
| -------- | ------------ | -------- | ------------------ | ------------- | --------- | ------------------------- |
| 700번    | 대화동(일산) | ↔        | 숭례문             | 6~14          | 24        | 구 9706번                 |
| 760번    | 대화동(일산) | ↔        | 영등포소방서       | 8~21          | 22        | 2022년 6월 27일 신설 노선 |
| 771번    | 일산동       | ↔        | 디지털미디어시티역 | 15~25         | 12        | 구 9713번(단축)           |
| 7728번   | 일산동,탄현  | ↔        | 신촌역             | 8~20          | 24        | 구 148번                  |

## 미운행 노선

### 간선버스
- ● 707번: 대화동 - 숭례문 (2022년 6월 27일 폐선, 구 9708번)(현재 선진운수에서 운행하는 707번과는 무관)

### 광역버스
- ● 9706번: 대화동 - 숭례문 (2010년 3월 15일 간선버스 700번[6]으로 형간 전환, 구 915-1번, 구 748번)
- ● 9708번: 대화동 - 숭례문 (2010년 11월 4일 간선버스 707번[7]으로 형간 전환, 구 903번, 구 148-1번)
- ● 9713번: 대화동 - 숭례문 (2010년 1월 8일 간선버스 771번으로 형간 전환 및 디지털미디어시티역 ~ 숭례문 구간 단축, 구 915번, 구 748번)

## 보유 차량
- 현대자동차 - 뉴 슈퍼 에어로시티, 저상 뉴 슈퍼 에어로시티, 일렉시티

## 본점 및 지점 현황
- 본점: 서울특별시 종로구 창경궁로35나길 14 (혜화동)
- 화전동지점: 경기도 고양시 덕양구 중앙로 110 (화전동)

## 갤러리

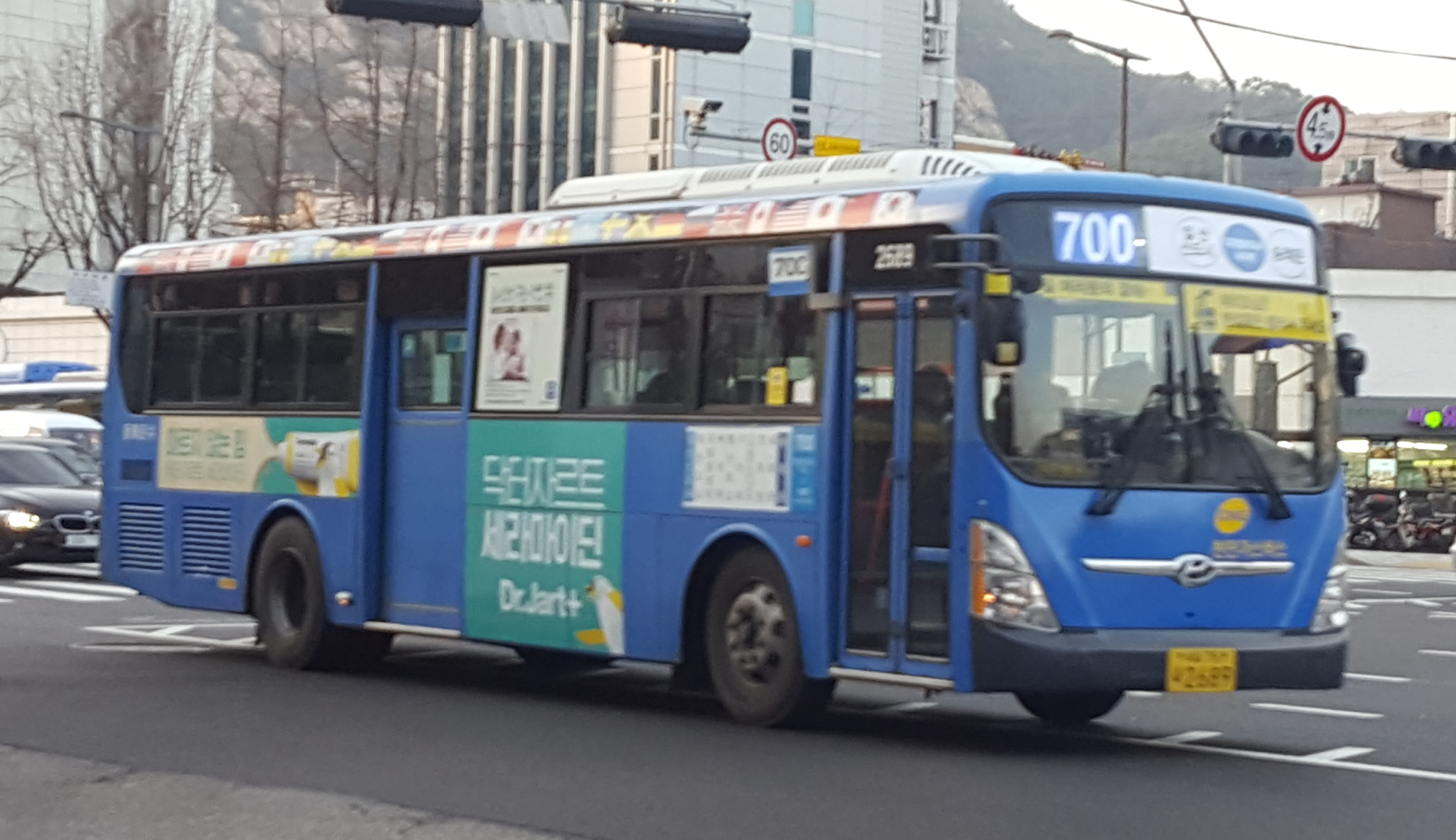
서울시내버스 700번
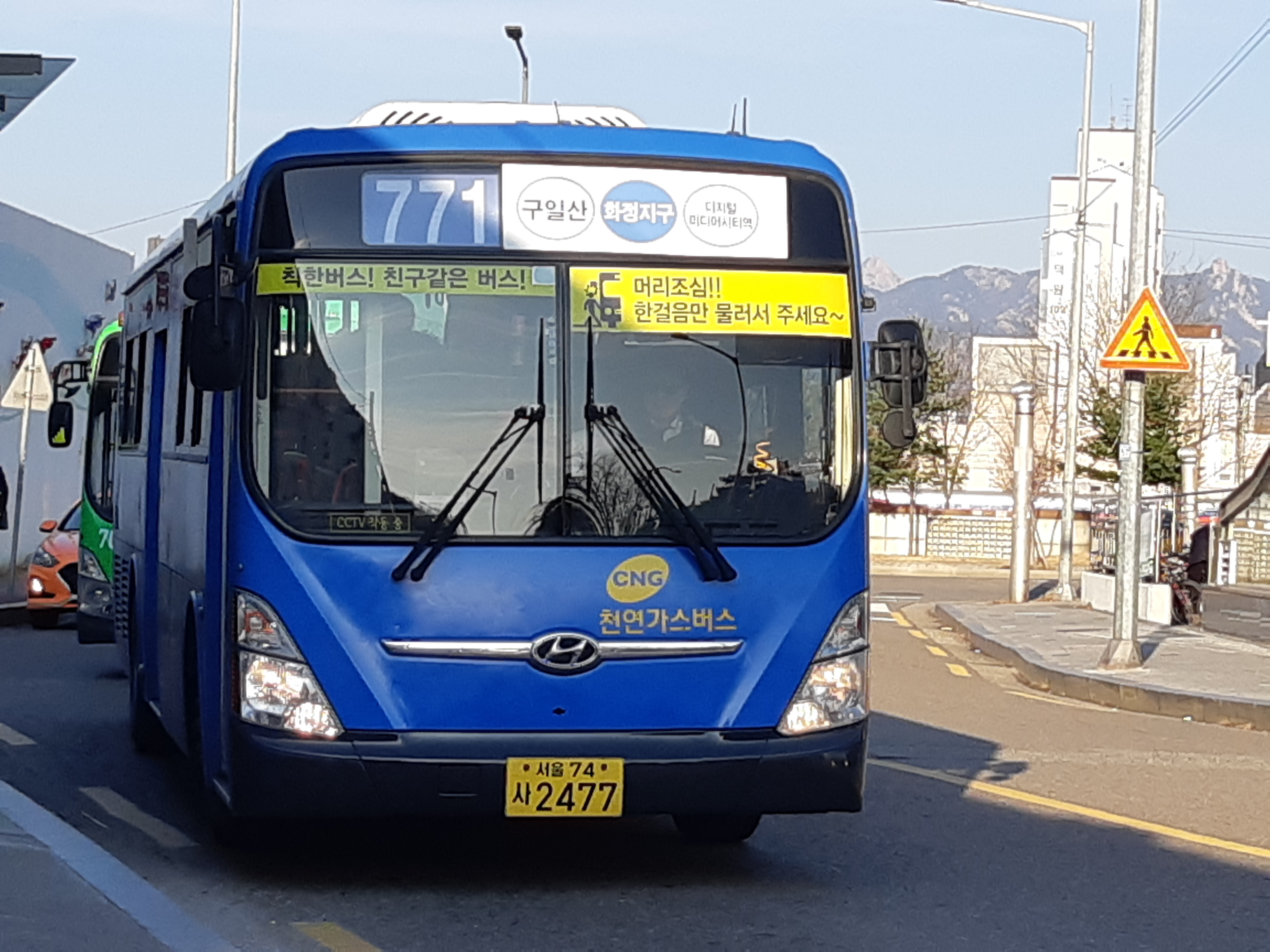
서울시내버스 771번